# Grégoire Laoureux
Simon Grégoire Joseph Laoureux (Bilstain, 21 december 1793 - Verviers, 10 april 1885) was een Belgisch senator.

## Levensloop
Zoon van Simon Laoureux en Anne Wilkin, trouwde hij met Marie Dardenne.
Hij werkte in de Etablissements Dardenne in Verviers, producent van laken. Hij werd eigenaar van een bouwbedrijf in Dolhain en van een weverij in Juslenville.
Op het politieke vlak werd hij gemeenteraadslid van Verviers (1835-1845) en in 1851 werd hij verkozen tot liberaal senator voor het arrondissement Verviers, een mandaat dat hij uitoefende tot in juli 1884.